# Bad Karlshafen
Bad Karlshafen település Németországban, Hessen tartományban. Lakosainak száma 3701 fő (2023. december 31.).

## Népesség
A település népességének változása:
| Lakosok száma | 3497 | 3641 | 3663 | 3650 | 3597 | 3695 | 3701 |
|               | 2014 | 2017 | 2018 | 2019 | 2021 | 2022 | 2023 |